# Andrea Berg (cantante)
Andrea Berg, pseudonimo di Andrea Zellen (Krefeld, 28 gennaio 1966), è una cantante tedesca, annoverata tra gli interpreti di maggiore successo nel suo Paese.
Nel corso della sua carriera, ha pubblicato una trentina di album, 14 dei quali hanno raggiunto il primo posto delle classifiche in Germania e venduto 16 milioni di dischi.

## Biografia

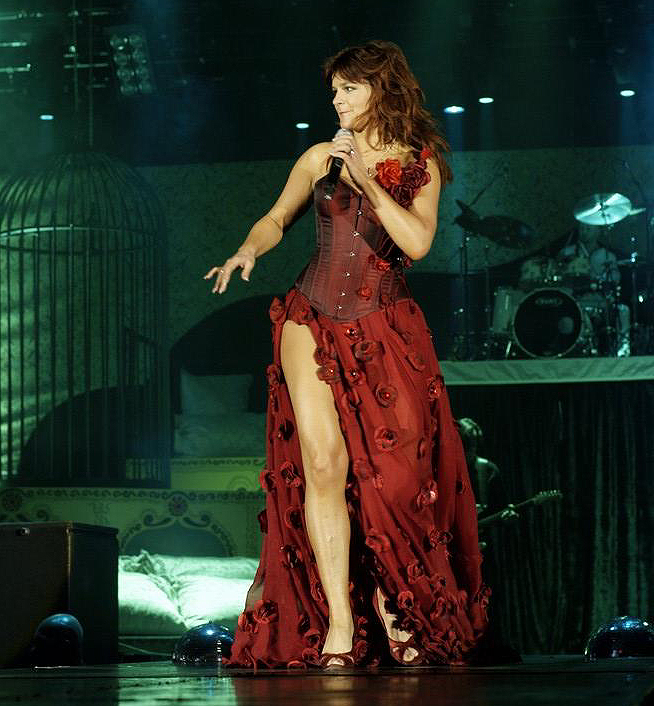
Andrea Berg nel 2011

Andrea Zellen, in seguito nota con il nome d'arte Andrea Berg, nasce a Krefeld il 28 gennaio 1966.
Dopo un'infanzia e un'adolescenza votata alla musica, durante le quali partecipa anche a vari concorsi canori, opta inizialmente per una carriera in campo medico.
La svolta professionale avviene nel 1992, anno in cui viene scoperta da produttore discografico Eugen Römer, grazie al quale pubblica suo primo album, intitolato Du bist frei. Dall'album, viene estratto il titolo Kilimandscharo, che riscuote un buno successo.
Il successo arriva poi nel 1995 con l'album Gefühle e il singolo Die Gefühle haben Schweigepflicht. Seguiranno gli album Träume lügen nicht (1997), Zwischen tausend Gefühlen (1998), Weil ich verliebt bin (1999) e Wo liegt das Paradies (2001).
Nel marzo 2001 esce il sesto album in studio di Berg, Wo liegt das Paradies, da cui è stato estratto il singolo Du hast mich tausendmal belogen. Nell'ottobre 2001 pubblica l'album Best Of, che in Germania rimane per 347 settimane in classifica, risultando uno degli album più venduti di sempre del Paese. Successivamente, pubblica gli album Nah am Feuer (2002), Machtlos (2003), Du bist frei (2004) e Du (2004), due dei quali (Machtlos e Du) raggiungono il primo posto delle classifiche tedesche.
Nel frattempo, nel 2002, sposa il collega Olaf Henning, dal quale divorzia due anni dopo.
Nel 2006 pubblica un altro album che si posiziona in vetta alle classifiche in Germania, ovvero Splitternackt. L'anno successivo, si sposa in seconde nozze con Ulrich Ferber. Nello stesso anno, pubblica l'album natalizio Dezember Nacht, che raggiunge l'ottavo posto delle classifiche.
Nel 2009 Andrea Berg ritorno al primo poste delle classifiche con l'album Zwischen Himmel & Erde.  Tra il 2009 e il 2024, altri dieci album della Berg si piazzano al primo posto delle classifiche tedesche: tra questi figurano l'album natalizio Weihnacht del 2023 e l'album eponimo del 2024.

## Discografia parziale

### Album
- 1992 – Du bist frei
- 1995 – Gefühle
- 1997 – Träume lügen nicht
- 1998 – Zwischen tausend Gefühlen
- 1999 – Weil ich verliebt bin
- 2001 – Wo liegt das Paradies
- 2001 – Best Of
- 2003 – Machtlos
- 2004 – Du
- 2006 – Splitternackt
- 2007 – Die neue Best Of
- 2007 – Dezember Nacht
- 2009 – Zwischen Himmel & Erde
- 2010 – Schwerelos
- 2011 – Abenteuer
- 2013 – Atlantis
- 2013 – Abenteuer – 20 Jahre Andrea Berg
- 2013 – My Danish Collection
- 2014 – Atlantis – Andrea Berg Live das Heimspiel
- 2016 – Seelenbeben
- 2017 – Seelenbeben – Tour-Edition Live
- 2017 – 25 Jahre Abenteuer Leben
- 2019 – Mosaik
- 2021 – In Liebe – ihre schönsten Liebeslieder
- 2022 – Ich würd’s wieder tun
- 2023 – Weihnacht
- 2024 – Andrea Berg

## Premi e nomination (lista parziale)
- Goldene Stimmgabel
- 2013 - Premio Bambi